# Nieuwe - of Drooggemaakte Polder
Het waterschap Nieuwe - of Drooggemaakte Polder van Pijnacker was een waterschap in de gemeenten Pijnacker en Zoetermeer, in de Nederlandse provincie Zuid-Holland.
Het waterschap was verantwoordelijk voor de drooglegging en de waterhuishouding in de polder.